# Judiones de La Granja

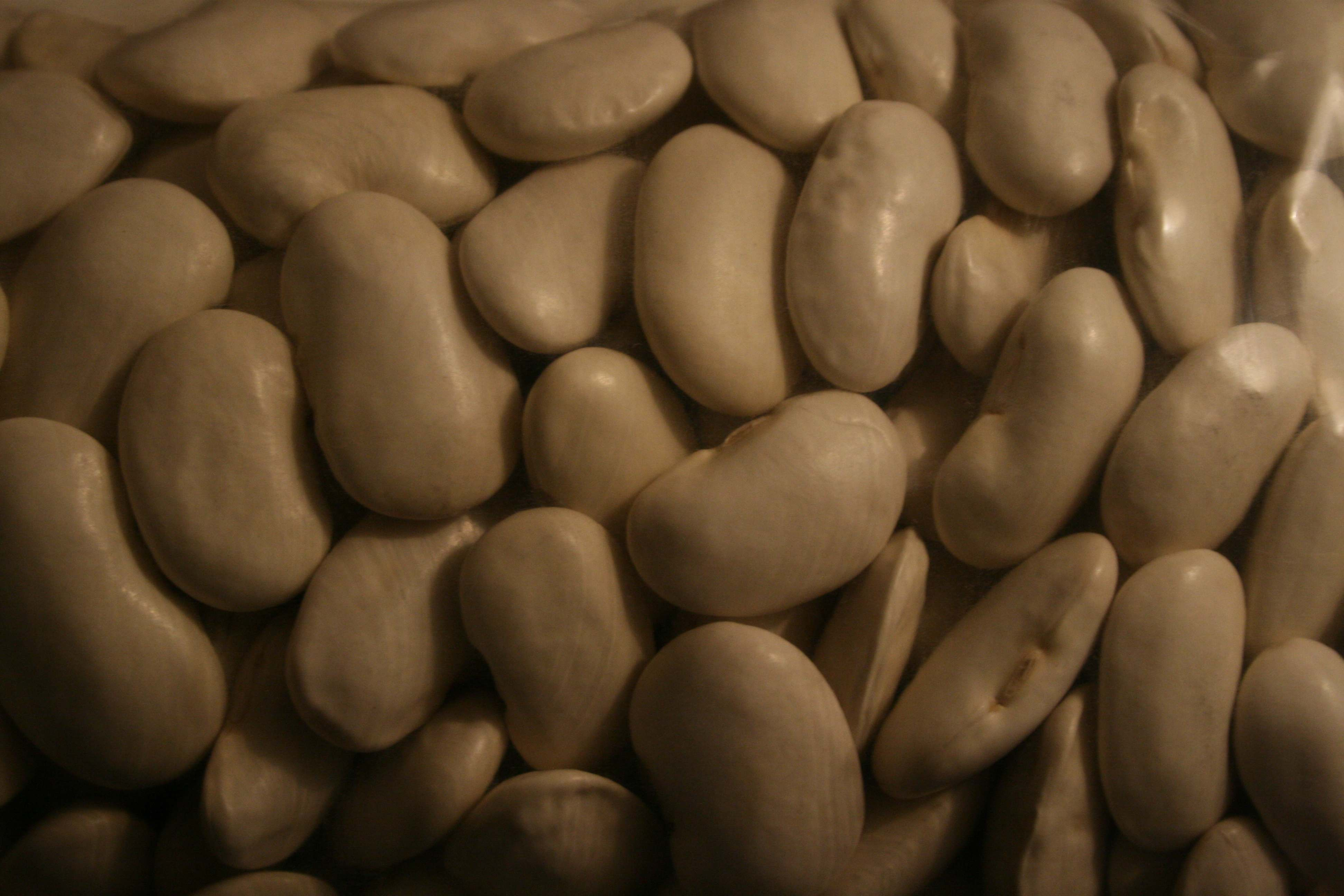
Detalle del judión de La Granja

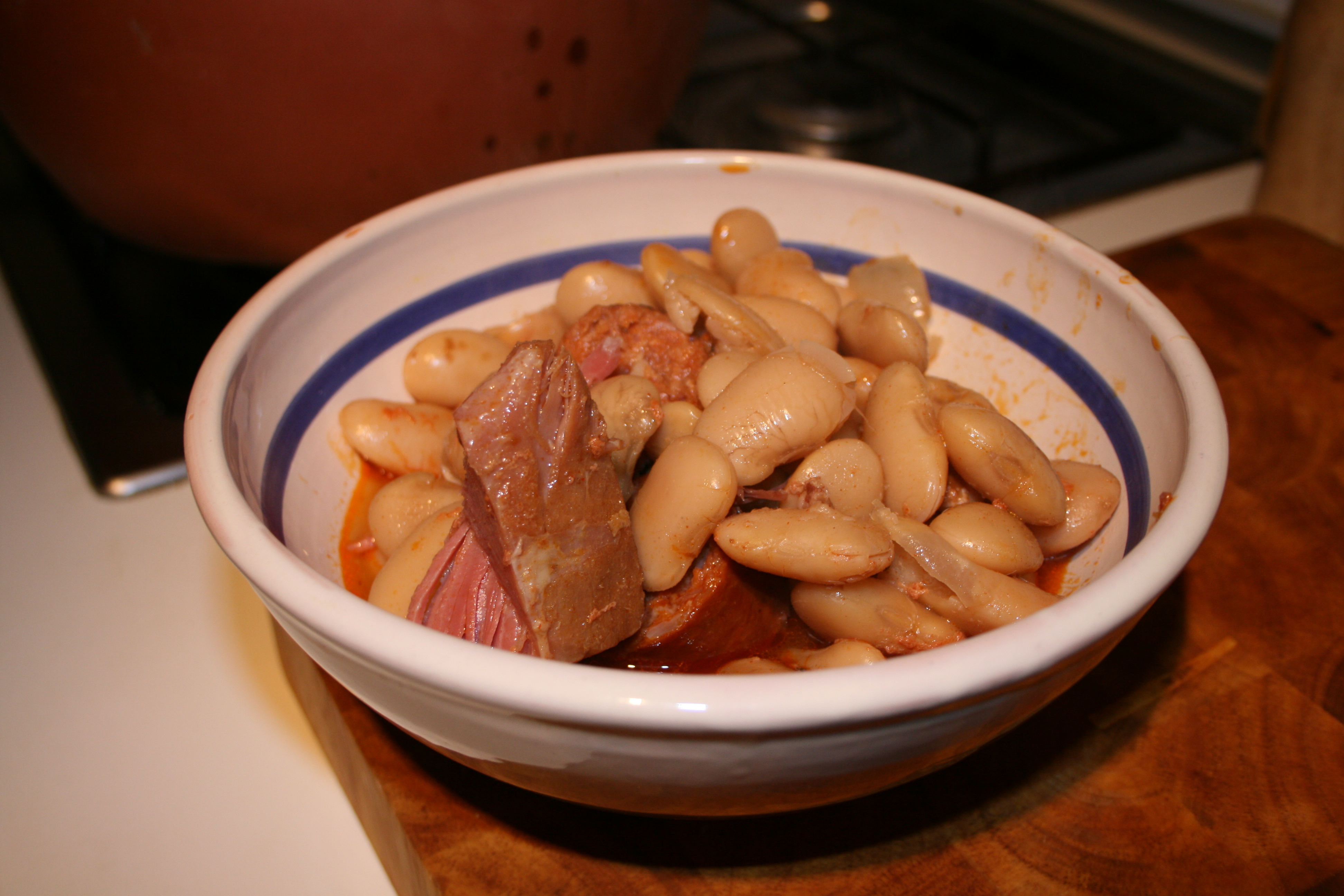
Judiones de La Granja cocidos

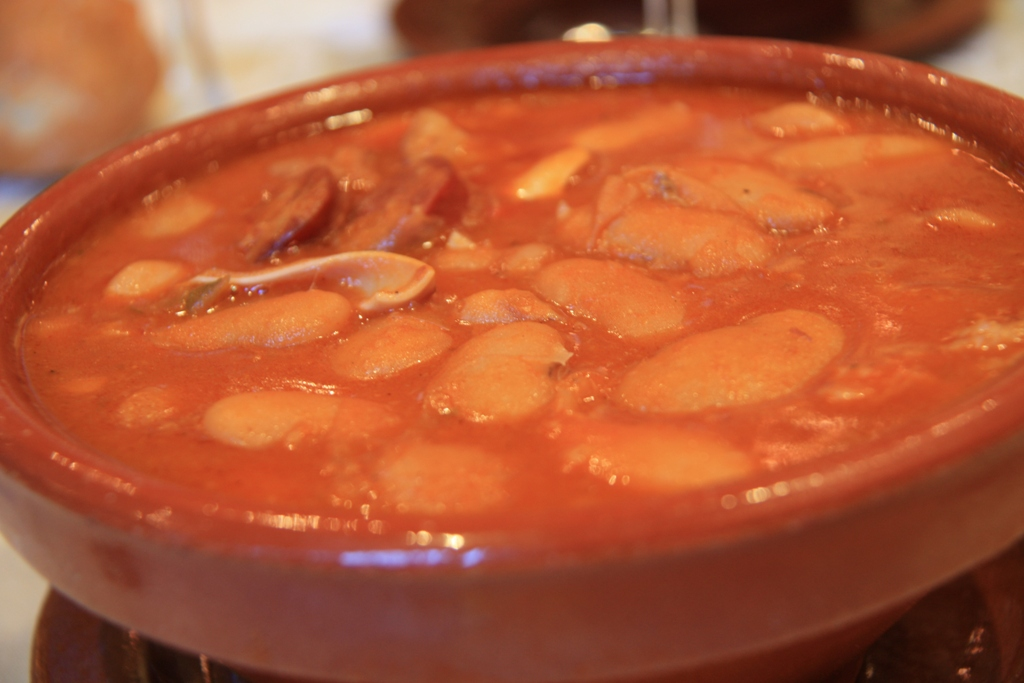
Judiones de La Granja en el Real Sitio de San Ildefonso

Se denomina judiones de La Granja a una variedad de judía de gran tamaño que se cultiva en el Real Sitio de San Ildefonso (provincia de Segovia, Castilla y León, España), la Phaseolus coccineus, también denominada Phaseolus multiflorus Willd., que se cree que fue traída de América y plantada en La Granja a comienzos del siglo XVIII.

## Historia
La judía habría sido traída de América y utilizada por Isabel de Farnesio (mujer de Felipe V) para alimentar los faisanes que cuidaba en los jardines de la Granja de San Ildefonso. Esta judía se cultivó en los huertos cercanos y fue poco a poco siendo empleada como forraje para caballos y posteriormente como alimento humano. Las judías eran de color oscuro y fueron aclarándose a lo largo de los siglos hasta poseer el blanco actual. En la actualidad el cultivo de esta legumbre se ha extendido a otras partes de Castilla. El día 15 de octubre de 1955, Tomás Urrialde ofreció por primera vez el plato de los judiones de La Granja, con la receta creada por él mismo, a la denominada Cofradía de los 12 Apóstoles. Suele realizarse una fiesta conmemorativa en La Granja en torno a los judiones el día 25 de agosto, día de San Luis.

## Cultivo y características
Se cultiva en un área cercana a Real Sitio de San Ildefonso (144,81 km²) en la sierra de Guadarrama. El tamaño de las judías es grande y tras una cocción prolongada en agua mantienen su textura intacta hasta ser introducidas bajo el paladar. Suele haber entre cuarenta y cincuenta granos en cada 100 gramos. Suelen ser de color blanco (blanco de España) o amarillento. La planta suele alcanzar un tamaño superior a los dos metros.

## Usos y preparación
Se suele emplear en platos regionales de Segovia tales como estofados, cocidos, etc. en los que interviene carne en forma de embutido como puede ser chorizo, la mayoría de ellos cocinados en tradicionales ollas de barro. Es posible encontrar recetas con estas judías basadas en ave: una de las más populares es con perdiz. No tiene nada que ver el judión de La Granja con la faba de la Granja, que se utiliza para hacer la fabada asturiana.
Los ingredientes para la elaboración de la receta tradicional de este plato son: judiones de La Granja, oreja de cerdo, morcilla, chorizo de Cantimpalos, cebolla, laurel, ajo, aceite de oliva, sal y pimentón dulce. En algunos casos se utiliza manita de cerdo para darle más sabor y harina  para espesar el caldo.
Para la preparación de este plato, la legumbre debe de ponerse en remojo el día anterior. Posteriormente se cuecen con la oreja de cerdo, morcilla y chorizo. Al mismo tiempo, en una sartén se preparan los ajos, el aceite de oliva y el pimentón. Posteriormente se mezcla todo y se deja cocer durante largo tiempo. Esta receta conlleva una cocción muy lenta y larga hasta conseguir que la legumbre esté tierna y lista para comer.